# Penge.dk
Penge.dk er magasinet Penge & Privatøkonomi's website. På Penge.dk findes værktøjer og information om privatøkonomiske emner som investering, bolig, pension, forsikring, bank, biløkonomi og skat. 
Penge.dk er 100 % uafhængige af erhvervsøkonomiske og partipolitiske interesser, og tager udgangspunkt i forbrugernes og private investorers interesser.
Penge.dk udgives af Bonnier Publications A/S.
Sitet gennemgik senest en relancering i efteråret 2006 og har nu omkring 73.000 besøg om måneden.
Siden indeholder bl.a. oplysninger om skat i forskellige kommuner, aktuel kursinformation om aktier, nyheder om økonomi og værktøjer til at beregne skat, valutaomregner og pension.